# Jagodina

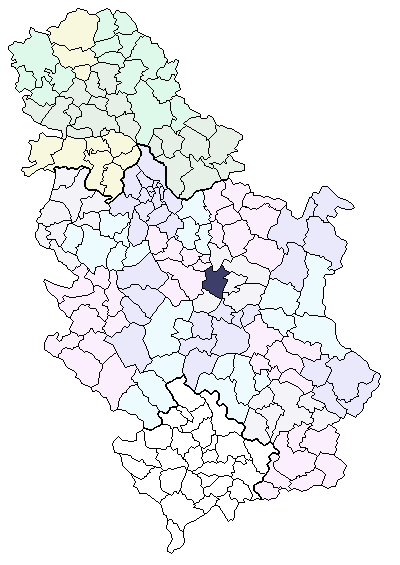
Jagodina i Serbien

Jagodina (kyrilliska: Јагодина) är en stad i Serbien. Kommunen hade 71 195 invånare vid folkräkningen 2011, varav centralorten hade 37 282 invånare.
Järnvägen mellan Belgrad och Niš går genom Jagodina, vilket innebär att tåg mot såväl Sofia som Thessaloniki går via Jagodina. Motorvägen från Belgrad till Thessaloniki går också förbi Jagodina.
Staden nämns första gången år 1399 som "Jagodna". "Jagoda" betyder "jordgubbe" på serbiska. Under den turkiska ockupationen av Serbien var Jagodina skådeplats för många slag mellan serberna och ockupationsmakten på grund av sitt strategiska läge. Efter att Serbien blev självständigt på 1800-talet flyttade turkarna från Jagodina. Den sista turkiska familjen lämnade Jagodina år 1832.
Mellan 1946 och 1992 hette staden "Svetozarevo" efter den serbiske socialisten Svetozar Marković.
Under Kosovokriget 1999 bombades Jagodina av NATO. Jagodina är en industristad och många fabriker förstördes under bombningarna, vilket ledde till att många blev arbetslösa. Serbien har nu återuppbyggt mycket av industrin. Jagodina har en vattenpark och ett zoo. 
I Jagodina föddes Đura Jakšić (1832-1878), en känd serbisk författare och konstnär, och Ana Nikolić, sångerska född 1978.